# Pratognosia
La pratognosia, también denominada apractoagnosia, es un trastorno originado por una lesión en la región parieto-temporo-occipital de la corteza cerebral. Se caracteriza por trastornos en la regulación de la actividad espacial, tanto en el nivel espacial como cinestésico (se manifiesta por la apraxia en el vestir), es parejo o se relaciona con alteraciones múltiples del esquema corporal, percepciones topográficas, de la orientación visual, etc. La apractoagnosia incluye apraxias constructivas, apraxias de vestirse y algunas ideomotoras. Se considera síndrome de apractoagnosia cuando incluye afasia, ataxia, hipotonía y alteraciones en la sensibilidad.